# Massimiliano Benvenuto
Massimiliano Benvenuto (Chivasso, 18 ottobre 1972) è un attore italiano.

## Biografia
Formatosi artisticamente presso il Conservatorio teatrale ex "Scaletta", diretto da Giovanni Battista Diotajuti e A. Pierfederici, nel 1996 esordisce in teatro, per poi alternare il lavoro teatrale con quello cinematografico e soprattutto televisivo.
Tra i suoi lavori televisivi, ricordiamo la soap opera di Rai 2, Cuori rubati (2002) e varie miniserie tv, tra cui: La omicidi (2004), regia di Riccardo Milani, Joe Petrosino (2006), regia di Alfredo Peyretti, Eravamo solo mille e La terza verità, entrambe del 2007 e dirette da Stefano Reali.
Nel 2008 è tra i protagonisti della miniserie tv in 4 puntate diretta da Gianni Lepre Fidati di me, con Virna Lisi, Claudia Zanella, Helene Nardini, Flavio Montrucchio, Martina Colombari e Alberto Rossi.

## Filmografia

### Cinema
- Montagna Serena, regia di Roberto Marafante e Andrea Tombini (2005)
- Altromondo, regia di Fabio Massimo Lozzi (2008)
- Tre tocchi, regia di Marco Risi (2014)
- Dall'alto di una fredda torre, regia di Francesco Frangipane (2023)

### Televisione
- Don Matteo 2, regia di Leone Pompucci (2001)
- Cuori rubati, vari registi – soap opera (2002)
- La squadra 4, vari registi – serie TV (2003)
- Carabinieri 2, regia di Raffaele Mertes – serie TV (2003)
- Rita da Cascia, regia di Giorgio Capitani – miniserie TV (2004)
- La omicidi, regia di Riccardo Milani – miniserie TV (2004)
- L'uomo sbagliato, regia di Stefano Reali – Miniserie TV (2005)
- CentoVetrine, vari registi – soap opera (2006)
- Joe Petrosino, regia di Alfredo Peyretti – miniserie TV (2006)
- La terza verità, regia di Stefano Reali – Miniserie TV (2007)
- Eravamo solo mille, regia Stefano Reali – miniserie TV (2007)
- Fidati di me, regia di Gianni Lepre – miniserie TV (2008)
- Donna Detective 2, regia di Fabrizio Costa – miniserie TV
- L'Aquila - Grandi speranze – serie TV (2019)
- Fosca Innocenti, regia di Fabrizio Costa – serie TV, episodio 1x03 (2022)